# Al-Hafar, Syria
Al-Ḩafar (tiếng Ả Rập: الحفر, cũng đánh vần al-Hafr) là một ngôi làng ở miền trung Syria, một phần hành chính của Tỉnh Homs, phía nam Homs. Nó nằm ở sa mạc Syria, nằm ở phía nam Sadad, phía tây Huwwarin và phía đông bắc Qarah. Theo Cục Thống kê Trung ương (CBS), al-Hafar có dân số 589 trong cuộc điều tra dân số năm 2004. Cư dân của nó chủ yếu là Kitô hữu Chính thống Syriac.